# Faro (departament)
Departament Faro – departament w Prowincji Północnej w Kamerunie ze stolicą w Poli. Na powierzchni 11 785 km² żyje około 81,5 tys. mieszkańców.